# Virgin Express

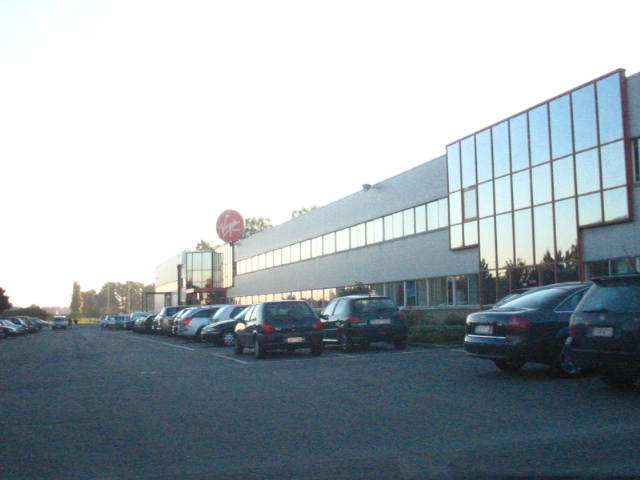
QG de Virgin Express à l'aéroport de Bruxelles

Virgin Express (code AITA : TV ; code OACI : VEX) était une compagnie aérienne belge, à bas coûts, issue du rachat d'Eurobelgian Airlines par le groupe Virgin Group. Elle a fusionné avec SN Brussels Airlines pour donner Brussels Airlines sous la tutelle du groupe SN Air Holding.

## Histoire

### EBA
En 1992, Victor Hasson et Georges Gutelman créent une compagnie charter sur les ruines de TEA.
EBA (EuroBelgianAirlines) commencera quelque temps plus tard à affréter des vols low cost vers de grandes villes européennes. Cependant son activité est essentiellement composée de vols charters nécessaires à la rentabilité de l'entreprise.
Déjà la flotte se compose de Boeing 737-300 et 400, ces modèles d'avion vont d'ailleurs former la plupart des flottes de départ des low cost européennes. Leur avantage est d'être facilement disponible sur le marché de l'occasion.
Elle relie alors Bruxelles à Barcelone Rome ou Copenhague.
En 1993, cette façon de prendre l'avion était quelque peu révolutionnaire ; Ryanair ou Easyjet n'en étaient pas encore là pour révolutionner le marché des vols low-cost.

### Virgin Express

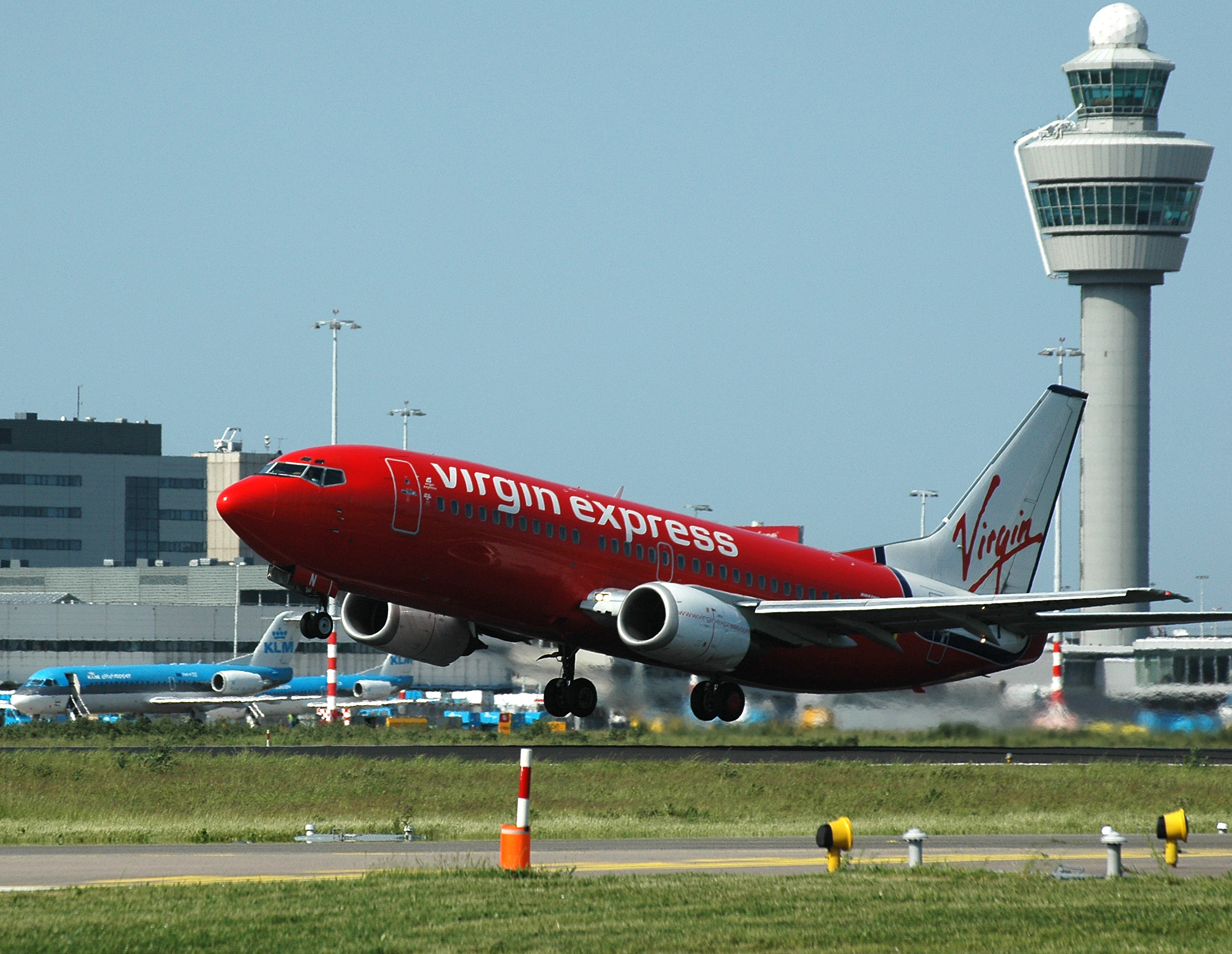
Boeing 737 Virgin Express

En 1996 les fondateurs de EBA revendent leur compagnie au groupe Virgin et à son patron Richard Branson. Ce groupe a déjà deux compagnies aériennes en Grande-Bretagne: Virgin Atlantic et Virgin Sun.
La compagnie investit alors à tout va, ouvre des nouvelles routes et hubs et crée même deux filiales en Irlande et en France. La compagnie s'endette et fait finalement machine arrière. Virgin Express Ireland est revendu a un groupe d'investisseurs russes et deviendra Skynet, la compagnie française sera démantelée.
La compagnie aura alors un rythme de vie calme pendant quelques années. Après la faillite de la Sabena, les dirigeants de Virgin Express décident de prendre tous les marchés possibles.
Fin 2005, Virgin Express installe des winglets sur le Boeing 737-300 immatriculé OO-VEX, ce qui en fait la deuxième compagnie au monde à en équiper ce type d'appareil.
Désormais, 3 Boeing 737-300 sont équipés de winglets (OO-VEX, OO-VEH et OO-VE*).

### Fusion Virgin - SN Brussels Airlines
Cependant la création de SN Brussels Airlines contrecarre les plans de Virgin et les deux sociétés finissent par fusionner.
Brussels Airlines, la nouvelle compagnie qui inaugurera son premier vol le 25 mars 2007 tient à communiquer qu'il s'agit d'une naissance, et non pas d'une fusion. En effet, les deux noms des compagnies parentes (Virgin Express et SN Brussels Airlines) disparaissent, pour devenir: Brussels Airlines, dévoilé le 7 novembre 2006. Le management de Brussels Airlines est composé des anciens membres du management de SN Brussels Airlines, tandis le management de Virgin Express a tout simplement démissionné, les compagnies concurrentes ayant jugé bon de les débaucher.
En attendant la fusion formelle des deux certificats d'opération aérienne (AOC), l'opérateur Virgin Express porte, depuis mai 2007, le nom de Brussels Airline Fly (BAF).  Le nom de Virgin Express restant détenu par le groupe de Sir Richard Branson.

## Réseau Brussels Airlines
La compagnie relie Bruxelles à
- Athènes
- Barcelone
- Bari
- Berlin
- Catane, Sicile
- Copenhague
- Faro, Algarve
- Genève
- Hambourg
- Kinshasa
- Lisbonne
- Madrid
- Malaga
- Marseille
- Milan
- Munich
- Murcie, Alicante
- New York,
- Naples
- Nice
- Palerme
- Palma de Majorque
- Rome
- Toulon
- Toulouse
- Valence
- Washington

## Flotte Brussels Airlines
- 18 Airbus A319
- 7 Airbus A320-220
- 3 Airbus A330-200
- 5 Airbus A330-300
- 12 Avro RJ100
- 1 Boeing 737-300 transféré à Korongo Airlines

## Flotte Virgin
- 5 Boeing 737-300
- 5 Boeing 737-400

Total: 10